# Supertramps
Supertramps és una pel·lícula d'animació en 3D sobre maquetes basca del 2004 dirigida per Jose Mari Goenaga, produïda per Irusoin i ETB. El 2004 va ser nominada al Goya a la millor pel·lícula d'animació.

## Sinopsi
Els personatges Chung-I-Fly (un colom oriental), Paulov (una rata d'Europa de l'Est) i Ramon (una panerola del Carib), liderats per un gat negre ple de puces anomenat, formen un estrany grup d'expatriats units per les mútues necessitats. Una nit de Nadal una gata esnob i arrogant anomenada Nora cau d'un camió de mudances. A Tano se li acudeix tornar Nora als seus amos i així els oferiran una recompensa. Però la cosa no és fàcil, puix que Nora queda enlluernada per la vida del carrer i no vol tornar amb els sues amos. Per això Tano decideix enganyar-la fent-li creure que han d'acompanyar-la en una missió per salvar el món.

## Veus
- Pello Artetxe: Tano
- Pili Ferrero: Nora
- Anjel Alkain: Ramon
- Kiko Jauregi: Pavlov
- Ana Areginalaza: Chung-I-Fly
- Juan Carlos Loriz: Pitbull vell
- Xabier Alkiza: Pitbull jove